# Hylesia palcazua
Hylesia palcazua är en fjärilsart som beskrevs av William Schaus 1927. Hylesia palcazua ingår i släktet Hylesia och familjen påfågelsspinnare. Inga underarter finns listade i Catalogue of Life.